# U-19-Fußball-Europameisterschaft der Frauen 2022
Die U-19-Fußball-Europameisterschaft der Frauen 2022 (offiziell 2022 UEFA Women's Under-19 Championship) war die 23. Ausspielung dieses Wettbewerbs für Fußballspielerinnen unter 19 Jahren (Stichtag: 1. Januar 2003) und fand vom 26. Juni bis 9. Juli 2022 in Tschechien statt.
Das Turnier wurde am 24. September 2019 an Tschechien vergeben. Tschechien richtete damit zum zweiten Mal nach der U-17-Fußball-Europameisterschaft der Frauen 2017 ein Frauenfußballturnier aus und nahm zum ersten Mal an der Endrunde teil. Sieger wurde zum vierten Mal Spanien.
Die Endrunde fand zum 19. Mal in Folge mit acht Mannschaften statt, die zunächst in zwei Gruppen zu je vier Mannschaften und danach im K.-o.-System gegeneinander antraten. Titelverteidiger waren die Französinnen, welche die letzte Austragung 2019 gewonnen hatten, nach der zwei Austragungen der COVID-19-Pandemie zum Opfer fielen. Diesmal aber scheiterte das Team im Halbfinale durch ein Eigentor an Norwegen.

## Qualifikation
52 der 55 Mitgliedsländer der UEFA meldeten für die Qualifikation, die angelehnt an die UEFA Nations League erstmals in einem neuen Liga-Format ausgetragen wurde. Die 52 Mannschaften (lediglich Gibraltar, Luxemburg und San Marino fehlten) wurden anhand der Koeffizientenrangliste auf zwei Ligen A und B aufgeteilt. In jeder Liga spielten vier Mannschaften jeweils ein Miniturnier aus. Die letztplatzierten Mannschaften der Liga A stiegen ab und spielten in der 2. Runde in Liga B, die Sieger der Gruppe B sowie der beste Gruppenzweite stiegen auf und spielten in der 2. Runde in Liga A. Die sieben Gruppensieger der A-Liga qualifizierten sich für die Endrunde in Belgien.

### Erste Qualifikationsrunde
In der ersten Qualifikationsrunde wurden die 52 teilnehmenden Mannschaften auf insgesamt sieben Gruppen zu je vier Mannschaften in Liga A (Gruppen A1 bis A7) und sechs Gruppen zu je vier Mannschaften in Liga B (B1 bis B6) aufgeteilt, basierend auf dem UEFA-Koeffizienten. Tschechien war als Gastgeber zwar automatisch für die Endrunde qualifiziert, nahm aber dennoch am Qualifikationsturnier teil. Die Auslosung der Gruppen fand am 11. März 2021 im schweizerischen Nyon statt. Die Miniturniere wurden jeweils im Land eines der vier Gruppenteilnehmer zwischen dem 15. September und 26. Oktober 2021 ausgetragen.
Die Auslosung ergab folgende Gruppen:

#### Liga A
| Pos. | Gruppe A1     | Gruppe A2  | Gruppe A3   | Gruppe A4  | Gruppe A5  | Gruppe A6  | Gruppe A7     |
| ---- | ------------- | ---------- | ----------- | ---------- | ---------- | ---------- | ------------- |
| 1.   | Österreich    | Frankreich | Deutschland | Dänemark G | England    | Spanien    | Italien G     |
| 2.   | Niederlande G | Schweden   | Belgien     | Finnland   | Schweiz    | Tschechien | Norwegen      |
| 3.   | Ukraine       | Island     | Russland G  | Ungarn     | Irland G   | Portugal G | Polen         |
| 4.   | Schottland    | Serbien G  | Slowenien   | Türkei     | Nordirland | Slowakei   | Aserbaidschan |

#### Liga B
| Pos. | Gruppe B1      | Gruppe B2    | Gruppe B3 | Gruppe B4 | Gruppe B5     | Gruppe B6                 |
| ---- | -------------- | ------------ | --------- | --------- | ------------- | ------------------------- |
| 1.   | Belarus G      | Bulgarien G  | Wales     | Rumänien  | Kroatien G    | Bosnien und Herzegowina G |
| 2.   | Nordmazedonien | Griechenland | Albanien  | Georgien  | Kosovo        | Montenegro                |
| 3.   | Färöer         | Litauen      | Andorra G | Israel    | Liechtenstein | Estland                   |
| 4.   | Zypern         | Kasachstan   | Moldau    | Malta G   | Lettland      | Armenien                  |

### Zweite Qualifikationsrunde
In der zweiten Qualifikationsrunde wurden die 52 teilnehmenden Mannschaften auf die gleichen Gruppen in den Ligen A und B aufgeteilt, diesmal jedoch basierend auf den Abschlusstabellen der ersten Qualifikationsrunde. Die drei erstplatzierten Mannschaften aus den A-Ligen verblieben in Liga A, die letztplatzierten Mannschaften stiegen in Liga B ab. Die bestplatzierten Mannschaften aus Liga B sowie der beste Gruppenzweite stiegen in Liga A auf. Die sieben Gruppensieger der A-Liga qualifizierten sich für die Endrunde in Tschechien.
Die Auslosung der Gruppen fand am 9. Dezember 2021 im schweizerischen Nyon statt. Die Miniturniere wurden jeweils im Land eines der vier Gruppenteilnehmer zwischen dem 5. April und 16. Mai 2022 ausgetragen.
Die Auslosung ergab folgende Gruppen:

#### Liga A
| Pos. | Gruppe A1  | Gruppe A2                 | Gruppe A3 | Gruppe A4    | Gruppe A5               | Gruppe A6   | Gruppe A7    |
| ---- | ---------- | ------------------------- | --------- | ------------ | ----------------------- | ----------- | ------------ |
| 1.   | Schweden G | Deutschland G             | England G | Norwegen     | Italien G               | Spanien     | Frankreich   |
| 2.   | Dänemark   | Finnland                  | Belgien   | Österreich G | Ungarn                  | Niederlande | Irland       |
| 3.   | Polen      | Belarus (zurückgezogen) 1 | Wales     | Ukraine      | Schweiz                 | Portugal G  | Griechenland |
| 4.   | Kroatien   | Russland (suspendiert) 2  | Island    | Bulgarien    | Bosnien und Herzegowina | Rumänien    | Tschechien G |

#### Liga B
| Pos. | Gruppe B1     | Gruppe B2      | Gruppe B3  | Gruppe B4    | Gruppe B5 | Gruppe B6 |
| ---- | ------------- | -------------- | ---------- | ------------ | --------- | --------- |
| 1.   | Nordirland G  | Slowenien G    | Serbien    | Schottland G | Slowakei  | Israel    |
| 2.   | Malta         | Nordmazedonien | Litauen    | Kosovo       | Andorra G | Türkei G  |
| 3.   | Aserbaidschan | Moldau         | Lettland G | Kasachstan   | Georgien  | Albanien  |
| 4.   | Färöer        | Liechtenstein  | Montenegro | Estland      | Armenien  | Zypern    |

## Endrunde

### Spielorte
Das Turnier fand an den vier Spielorten Opava, Karviná, Ostrava und Frýdek-Místek im Osten Tschechiens statt.
| Stadt         | Stadion         | Kapazität     |
| ------------- | --------------- | ------------- |
| Opava         | Městský Stadion | 7.758 Plätze  |
| Karviná       | Městský Stadion | 4.833 Plätze  |
| Ostrava       | Městský Stadion | 15.123 Plätze |
| Frýdek-Místek | Stovky Stadion  | 2.400 Plätze  |

### Auslosung
Die Auslosung fand am 18. Mai 2022 im tschechischen Ostrava statt. Die acht teilnehmenden Mannschaften wurden auf zwei Gruppen mit je vier Mannschaften aufgeteilt, wobei Gastgeber Tschechien als Kopf der Gruppe A gesetzt war.

### Vorrunde

#### Modus
Jede Mannschaft spielte gegen jede andere Mannschaft ihrer Gruppe einmal. Ein Sieg ergab drei Punkte, ein Unentschieden einen Punkt und eine Niederlage null Punkte.
Wenn zwei oder mehr Mannschaften derselben Gruppe nach Abschluss der Gruppenspiele die gleiche Anzahl Punkte aufwiesen, wurde die Platzierung nach folgenden Kriterien in dieser Reihenfolge ermittelt:
a. höhere Punktzahl aus den Direktbegegnungen der betreffenden Mannschaften;
b. bessere Tordifferenz aus den Direktbegegnungen der betreffenden Mannschaften;
c. größere Anzahl erzielter Tore aus den Direktbegegnungen der betreffenden Mannschaften;
d. wenn nach der Anwendung der Kriterien a) bis c) immer noch mehrere Mannschaften denselben Platz belegen, werden die Kriterien a) bis c) erneut angewendet, jedoch ausschließlich auf die Direktbegegnungen der betreffenden Mannschaften, um deren endgültige Platzierung zu bestimmen. Führt dieses Vorgehen keine Entscheidung herbei, werden die Kriterien e) bis h) in dieser Reihenfolge auf die zwei oder mehr Mannschaften angewendet, die immer noch punktgleich sind;
e. bessere Tordifferenz aus allen Gruppenspielen;
f. größere Anzahl erzielter Tore aus allen Gruppenspielen;
g. geringere Gesamtzahl an Strafpunkten auf der Grundlage der in allen Gruppenspielen von Spielerinnen und Mannschaftsoffiziellen erhaltenen gelben und roten Karten (rote Karte = 3 Punkte, gelbe Karte = 1 Punkt, Platzverweis nach zwei gelben Karten in einem Spiel = 3 Punkte);
h. bessere Platzierung in der jeweiligen Ligatabelle nach Abschluss der zweiten Runde.
Treffen zwei Mannschaften im letzten Gruppenspiel aufeinander, die dieselbe Anzahl Punkte sowie die gleiche Tordifferenz und gleiche Anzahl erzielter und erhaltener Tore aufweisen, und endet das betreffende Spiel unentschieden, wird die endgültige Platzierung der beiden Mannschaften durch Elfmeterschießen ermittelt, vorausgesetzt, dass keine andere Mannschaft derselben Gruppe nach Abschluss aller Gruppenspiele dieselbe Anzahl Punkte aufweist. Haben mehr als zwei Mannschaften dieselbe Anzahl Punkte, finden die oben genannten Kriterien Anwendung.

#### Gruppe A
| Pl. | Land       | Sp. | S | U | N | Tore    | Diff. | Punkte |
| --- | ---------- | --- | - | - | - | ------- | ----- | ------ |
| 1.  | Spanien    | 3   | 2 | 1 | 0 | 009:200 | +7    | 07     |
| 2.  | Frankreich | 3   | 1 | 2 | 0 | 006:300 | +3    | 05     |
| 3.  | Italien    | 3   | 1 | 1 | 1 | 007:500 | +2    | 04     |
| 4.  | Tschechien | 3   | 0 | 0 | 3 | 000:120 | −12   | 0      |

|                                                     |   |            |           |
| Montag, 27. Juni 2022 um 11:00 Uhr in Ostrava       |   |            |           |
| Tschechien                                          | – | Frankreich | 0:3 (0:2) |
| Montag, 27. Juni 2022 um 17:30 Uhr in Opava         |   |            |           |
| Spanien                                             | – | Italien    | 3:1 (2:1) |
| Donnerstag, 30. Juni 2022 um 15:00 Uhr in Ostrava   |   |            |           |
| Italien                                             | – | Frankreich | 2:2 (1:0) |
| Donnerstag, 30. Juni 2022 um 17:30 Uhr in Opava     |   |            |           |
| Tschechien                                          | – | Spanien    | 0:5 (0:2) |
| Sonntag, 3. Juli 2022 um 17:30 Uhr in Ostrava       |   |            |           |
| Frankreich                                          | – | Spanien    | 1:1 (1:1) |
| Sonntag, 3. Juli 2022 um 17:30 Uhr in Frýdek-Místek |   |            |           |
| Italien                                             | – | Tschechien | 4:0 (2:0) |

#### Gruppe B
| Pl. | Land        | Sp. | S | U | N | Tore    | Diff. | Punkte |
| --- | ----------- | --- | - | - | - | ------- | ----- | ------ |
| 1.  | Norwegen    | 3   | 2 | 0 | 1 | 004:500 | −1    | 06     |
| 2.  | Schweden    | 3   | 2 | 0 | 1 | 003:100 | +2    | 06     |
| 3.  | Deutschland | 3   | 1 | 0 | 2 | 004:400 | ±0    | 03     |
| 4.  | England     | 3   | 1 | 0 | 2 | 004:500 | −1    | 03     |

|                                                         |   |             |           |
| Montag, 27. Juni 2022 um 15:00 Uhr in Frýdek-Místek     |   |             |           |
| Schweden                                                | – | Deutschland | 2:0 (2:0) |
| Montag, 27. Juni 2022 um 17:30 Uhr in Karviná           |   |             |           |
| England                                                 | – | Norwegen    | 4:1 (1:1) |
| Donnerstag, 30. Juni 2022 um 15:00 Uhr in Karviná       |   |             |           |
| Norwegen                                                | – | Deutschland | 2:1 (0:1) |
| Donnerstag, 30. Juni 2022 um 17:30 Uhr in Frýdek-Místek |   |             |           |
| Schweden                                                | – | England     | 1:0 (1:0) |
| Sonntag, 3. Juli 2022 um 20:00 Uhr in Opava             |   |             |           |
| Norwegen                                                | – | Schweden    | 1:0 (0:0) |
| Sonntag, 3. Juli 2022 um 20:00 Uhr in Karviná           |   |             |           |
| Deutschland                                             | – | England     | 3:0 (1:0) |

### Finalrunde

#### Halbfinale
|                                              |   |            |           |
| Mittwoch, 6. Juli 2022 um 15:00 Uhr in Opava |   |            |           |
| Spanien                                      | – | Schweden   | 1:0 (0:0) |
| Mittwoch, 6. Juli 2022 um 17:30 in Karviná   |   |            |           |
| Norwegen                                     | – | Frankreich | 1:0 (0:0) |

### Finale
| Spanien                                   | Spanien | Norwegen | Norwegen |
| ----------------------------------------- | --- | --- | -------- |
| Spanien                                   | \| 9. Juli 2022 in Ostrava (Městský Stadion) \| \| Ergebnis: 2:1 (1:1) \| \| Schiedsrichterin: Ionela Peşu ( Rumänien) \| \| Spielbericht \|                                                                              | \| 9. Juli 2022 in Ostrava (Městský Stadion) \| \| Ergebnis: 2:1 (1:1) \| \| Schiedsrichterin: Ionela Peşu ( Rumänien) \| \| Spielbericht \|                                                                                            | Norwegen |
| Spanien                                   | Meritxell Font • Esther Laborde, Martina Fernández, Silvia Lloris, Andrea Medina • Ariadna Mingueza • Ane Elexpuru, Júlia Bartel, Fiamma (46. Carmen Álvarez), Ornella Vignola (64. Ona Baradad) Cheftrainer: Pedro López | Selma Panengstuen • Selma Løvås, Maria Fink, Selma Pettersen, Thea Sørbo (58. Oda Johansen) • Irene Dirdal, Synne Brønstad, Julie Jorde • Cathinka Tandberg (58. Ina Birkelund), Iris Omarsdottir, Thea Kyvåg Cheftrainerin: Hege Riise | Norwegen |
| Spanien                                   | 1:1 Ane Elexpuru (36.) 2:1 Júlia Bartel (90.+3') | 0:1 Iris Omarsdottir (5.) | Norwegen |
| Spanien                                   | Silvia Lloris, Carmen Álvarez | Maria Fink, Synne Brønstad, Julie Jorde | Norwegen |
| 9. Juli 2022 in Ostrava (Městský Stadion) | | |          |
| Ergebnis: 2:1 (1:1)                       | | |          |
| Schiedsrichterin: Ionela Peşu ( Rumänien) | | |          |
| Spielbericht                              | | |          |

## Schiedsrichterinnen
Hauptschiedsrichterinnen:
- Jelena Pejković
- Lizzy van der Helm
- Katarzyna Lisiecka-Sęk
- Catarina Campos
- Ionela Peşu
- Katalin Sipos

Schiedsrichterassistentinnen:
- Erinda Kume
- Kristine Grigoryan
- Merima Homarac
- Heini Hyvönen
- Gerda Eidinzonaitė
- Miroslava Obertová
- Sedef Aktan
- Déspina Dimosthénous

Vierte Offizielle:
- Veronika Kovářová
- Lucie Šulcová

## Beste Torschützinnen
Nachfolgend aufgelistet sind die besten Torschützinnen der Endrunde.
| Rang | Spielerin               | Tore |
| ---- | ----------------------- | ---- |
| 1    | Nicole Arcangeli        | 5    |
| 2    | Sarah Mattner-Trembleau | 3    |
| 2    | Iris Omarsdottir        | 3    |
| 4    | Agnes Beever-Jones      | 2    |
| 4    | Judith Coquet           | 2    |
| 4    | Matilda Vinberg         | 2    |
| 4    | Ane Elexpuru            | 2    |
| 4    | Lucía Moral             | 2    |
| 4    | Mirari Uria             | 2    |

- Zudem 18 weitere Spielerinnen mit je einem Tor sowie ein Eigentor